# Anthony De Longis
Anthony Charles De Longis (Glendale (Californië), 23 maart 1950) is een Amerikaans acteur, stuntman en gevechtschoreograaf.

## Carrière
De Longis begon in 1969 met acteren in de film The Gay Deceivers, waarna hij nog meerdere rollen speelde in films en televisieseries. In 2009 werd hij samen met de cast genomineerd voor een Screen Actors Guild Awards voor zijn rol in de film Indiana Jones and the Kingdom of the Crystal Skull in de categorie Uitstekend Optreden door een Stuntteam in een Film.
De Longis verscheen in 2015 in een aflevering van de MythBusters, hier leerde hij Jamie Hyneman en Adam Savage hoe zij een bullwhip moeten gebruiken om mythen te testen uit de films van Indiana Jones.

## Huwelijk
De Longis is in 2003 getrouwd met actrice Mary.

## Filmografie

### Films
Uitgezonderd korte films.
- 2023 Blood Trail - als The Master
- 2023 1066 - als Walter Gifford
- 2021 Ted Bundy: American Boogeyman - als Herb Swindley
- 2020 The Debt Collector 2 - als Flathead
- 2018 Dead Men - als Anson Cardena
- 2016 Six Gun Savior - als Rex Cooper
- 2015 The Code of Cain - als ontvoerder
- 2015 The Story of Billy the Kidd - als sheriff Gary Kidd
- 2013 Gangster Squad - als gevangene Burbank gevangenis
- 2013 Nightcomer - als Tex
- 2009 Double Duty - als Dirk
- 2006 Friendly Fire - als Spaanse duellist
- 2006 Fearless - als Spaanse zwaardvechter
- 2002 Ariana's Quest - als Tarak
- 1998 Sinbad: The Battle of the Dark Knights - als generaal Nimbus
- 1997 Deadlock - als Woody
- 1996 The Last Chance Detectives: Escape from Fire Lake - als Josh
- 1995 Expect No Mercy - als Damian
- 1995 Cyber-Tracker 2 - als Paris Morgan
- 1995 Wild Bill - als valsspeler bij kaarten
- 1995 The Feminine Touch - als Rainman
- 1994 Final Round - als Jon Delgado
- 1993 CIA II: Target Alexa - als Gate Mercenary
- 1992 Batman Returns - als afschrikkende clown
- 1992 Far and Away - als bokser
- 1989 Road House - als Ketchum
- 1987 Masters of the Universe - als Blade
- 1987 The Chipmunk Adventure - als Klaus Furschtien (stem)
- 1986 Dangerously Close - als Smith Raddock
- 1985 Starchaser: The Legend of Orin - als Zygon (stem)
- 1984 The Warrior and the Sorceress - als Kief
- 1984 Velvet - als Rawls
- 1982 The Sword and the Sorcerer - als Rodrigo
- 1981 King of the Mountain - als bendelid
- 1979 Jaguar Lives! - als Bret Barrett
- 1978 Circle of Iron - als Morthond
- 1976 Swashbuckler - als soldaat in bar
- 1969 The Gay Deceivers - als ??

### Televisieseries
Uitgezonderd eenmalige gastrollen.
- 2018 Arrested Development - als mr. F #2 - 3 afl.
- 2009-2011 The Hunted - als Vincent - 6 afl.
- 2011 The AOF Channel - als Anthony De Longis - 5 afl.
- 1995-1996 Star Trek: Voyager - als First Maje Culluh - 5 afl.
- 1989 Santa Barbara - als Leo Mitchell - 8 afl.
- 1987 MacGyver - als majoor Nicolaj Kosov - 2 afl.
- 1984 General Hospital - als Irving - ? afl.
- 1979 Battlestar Galactica - als Taba - 2 afl.

### Computerspellen
- 2020 Wasteland 3 - als diverse stemmen
- 2014 Wasteland 2 - als Pistol Pete
- 2012 Hitman: Absolution - als stem
- 2011 Resistance 3 - als Mick Cutler
- 2011 Might & Magic Heroes VI - als Hiroshi
- 2011 Bulletstorm - als generaal Sarrano
- 2010 Red Dead Redemption: Undead Nightmare - als marshal Leigh Johnson
- 2010 Red Dead Redemption - als  marshal Leigh Johnson
- 2000 Fear Effect - als Jakob 'Deke' Decourt
- 1993 Star Trek: Judgment Rites - als admiraal Richards / Commander / Curator Breznia
- 1992 Star Trek: 25th Anniversary Enhanced - als federatie admiraal

### Stuntwerk
Selectie:
- 2019 3 from Hell - film
- 2017 Life in Pieces - televisieserie - 1 afl.
- 2015 Texas Rising - televisieserie - 5 afl.
- 2005 Into the West - miniserie
- 2000 Queen of Swords - televisieserie - 4 afl.
- 1994 Bad Girls - film
- 1992 Batman Returns - film
- 1989 Road House - film
- 1987 Masters of the Universe - film